# پیف
پیف (انگلیسی: Pif؛ زادهٔ ۴ ژوئن ۱۹۷۲) یک مجری تلویزیون، کارگردان فیلم، فیلم‌نامه‌نویس، و هنرپیشه اهل ایتالیا است.
از فیلم‌ها یا مجموعه‌های تلویزیونی که وی در آن‌ها نقش داشته‌است می‌توان به زن‌ها دیوانه‌ام می‌کنند اشاره نمود.